# Bionicle
Bionicle je série stavebnicových akčních figurek vytvořených dánskou společností LEGO Group, které jsou určeny pro děti od 7 do 16 let. 
V Evropě se prodávají od 30. prosince 2000 a ve Spojených státech amerických od června 2001. Od uvedení na trh již vyšlo přes sto stavebnic, o příbězích vytvořeného fiktivního světa hrdinů Bionicle bylo vydáno několik desítek knih a komiksů, odehrává se tu několik počítačových her a čtyři filmy. V roce 2010 vyšly poslední Bionicle stavebnice,  které pak nahradil nástupce stavebnic s názvem Hero Factory. V roce 2015 byla stavebnice Bionicle obnovena a v roce 2016 znovu zrušena.
Pojmenování „Bionicle“ je dle Grega Farsteyho složeninou anglických slov biological (biologický) a chronicle (kronika), což ve spojení znamená biologické kroniky. [zdroj?]

## Oblasti
- Mata-nui je ostrov, který matorani pojmenovali po velkém duchu Mata-nui. Je rozdělen na 6 matoranských vesnic: ohnivá vesnice Ta-koro, vodní vesnice Ga-koro, podzemní vesnice Onu-koro, vesnice kamene Po-koro, větrná vesnice Le-koro a ledová vesnice Ko-koro.

## Další místa
Spherus Magna
Principal Features
- Bara Magna
 Arena Magna
 Great Desert
- Aqua Magna
 Endless Ocean
 Mata Nui
 Voya Nui
Mahri Nui
 -Bota Magna
 Great Jungle
-The Matoran Universe
 Metru Nui
Karzahni
Voya Nui
Mahri Nui
 Karda Nui
 Artidax 

## Hrdinové
Hrdinové v Bionicle jsou spojeni s některým z živlů, který také určuje jejich převažující barvu:
- červená, světle oranžová (někdy spolu se zlatou nebo stříbrnou) – oheň
- modrá(někdy spolu s bílou) – voda
- černá – země, skály
- hnědá (nebo bronzová, béžová, žlutá či oranžová, okrová) – kámen, písek
- zelená (popřípadě platinová) – vzduch, džungle
- bílá, světle šedá (někdy s průhledně modrou) – led
- zlatá a bílá, stříbrná a bílá – světlo

## Vydané série
- 2001 – Toa Mata, Turaga, Rahi (Titáni), Matoran
- 2002 – Bohrok, Toa Nuva, Bohrok Va, Titáni
- 2003 – Bohrok-Kal, Rahkshi, Titáni, Matoran
- 2004 – Toa Metru, Vahki, Matoran, Titáni
- 2005 - Visorak, Rahaga, Toa Hagah, Toa Hordika, Playsety, Titáni
- 2006 - Piraka, Toa Inika, Matoran, Playsety, Titáni
- 2007 – Barraki, Hydruka, Toa Mahri, Matoran, Titáni, Play sety
- 2008 – Phantoka, Mistika, Bojové stroje, Titáni, Matoran
- 2009 – Glatorian, Agori, Titáni, Glatorian Legends, Bojové stroje
- 2010 – Bionicle Stars
- 2015 – Bionicle  Masks of Power (2. generace)
- 2016 - Bionicle Mask of control (2. generace)